# Amazon Elastic Block Store
Amazon Elastic Block Store (EBS)  - перекладається як Еластичне блокове сховище Amazon, це послуга, що надає віртуальне блокове сховище, тобто диск, який можна приєднати до віртуальних серверів Amazon EC2, а також ця послуга використовується Amazon RDS (реляційна база даних). Це один із двох варіантів блокового сховища, які пропонує AWS, а інший — це EC2 Instance Store. EBS є компонентом інфраструктури як послуга для систем що будуються на Amazon Web Services.
Amazon EBS пропонує широкий спектр варіантів зберігання даних, що відрізняються продуктивністю та вартістю. Ці варіанти поділяються на дві категорії
- Зберігання на основі SSD для важкого навантаження, такого як бази даних та томи з операційною системою для завантаження (продуктивність залежить переважно від IOPS).
- Зберігання на основі гібридних жорстких дисків для навантажень, що потребують меншої IOPS, проте можуть потребувати високої пропускної здатності. Це задачі як MapReduce, обробка журналів, файлів які часто змінюються.

При типовому використанні EBS матиме таблицю розбиття (GPT/MBR), відформатовано в файлову систему, та файлова система буде змонтована. EBS підтримує додаткові функції зберігання, такі як снапшот та клонування. Станом на вересень 2020 року томи EBS можуть мати розмір до 16 ТіБ.
Томи EBS побудовано на внутрішньому сховищі, яке має реплікацію. Амазон гарантує що відмова пристроїв не призведе до втрати даних. Такий захист від втрати даних відрізняє послугу EBS від EC2 Instance Store

## Типи томів[4]
|                                                      | На базі твердотілих накопичувачів (SSD)                                                                          | На базі твердотілих накопичувачів (SSD) | На базі твердотілих накопичувачів (SSD)                                                                        | На базі твердотілих накопичувачів (SSD)                                                                       | На базі жорстких дисків (HDD)                                                                                                 | На базі жорстких дисків (HDD)                                                                                           |
| ---------------------------------------------------- | --- | --- | --- | --- | --- | --- |
| Тип тому                                             | EBS io1 | EBS io2 | EBS загального призначення на SSD (gp2)                                                                        | EBS загального призначення на SSD (gp3)                                                                       | Оптимізовано під пропускну здатність на HDD (st1)                                                                             | Холодне зберігання на HDD (sc1)                                                                                         |
| Короткий опис                                        | Добра продуктивність, з використанням твердотілих накопичувачів, призначений для OLTP СКБД, чутливих до затримок | Найкраща продуктивність, з використанням твердотілих накопичувачів, призначений для високонавантажених OLTP СКБД. Дозволяє під'єднувати до 16 віртуальних машин. | Середня продуктивність, з використанням твердотілих накопичувачів, який є балансом між ціною та продуктивністю | Найдешевший тип томів з використанням твердотілих накопичувачів, який підходить для інтенсивного навантаження | Недорогий том з використанням жорстких дисків, призначений для інтенсивних робочих навантажень з великою пропускною здатністю | Дешевший том з використанням жорстких дисків, призначений для не інтенсивних навантажень з великою пропускною здатністю |
| Приклади для використання                            | Високонавантажені NoSQL та реляційні бази                                                                        | Високонавантажені інформаційні систем, які ставлять найвищі вимоги до сховища як IBM DB2, Oracle, Microsoft SQL Server, SAP HANA, SAS Analytics.                 | Том для завантаження операційних систем по замовчуванню, низька затримка. Загальне призначення.                | Том для завантаження операційних систем, низька затримка. Середовище розробки, тестування.                    | Великі дані, сховища даних, обробка та зберігання логів                                                                       | Холодні дані, які не часто читають.                                                                                     |
| Назва в API                                          | io1 | io2 | gp2 | gp3 | st1 | sc1 |
| Розмір                                               | 4 GiB - 16 TiB                                                                                                   | 4 GiB - 64 TiB | 1 GiB - 16 TiB                                                                                                 | 1 GiB - 16 TiB                                                                                                | 500 GiB - 16 TiB | 500 GiB - 16 TiB |
| Максимальний IOPS/на том                             | 64,000 | 256,000 | 16,000 | 16,000 | 500 | 250 |
| Максимальна пропускна здатність/на том               | 1000 MB/s | 4,000 MB/s | 250 MB/s | 1000 MB/s | 500 MB/s | 250 MB/s |
| Максимальний IOPS/на віртуальну машину               | 256,000 | 400,000 | 256,000 | 260,000 | 260,000 | 260,000 |
| Максимальна пропускна здатність/на віртуальну машину | 12,500 MB/s | 12,500 MB/s | 7,500 MB/s | 12,500 MB/s                                                                                                   | 7,500 MB/s | 7,500 MB/s |
| Основний елемент продуктивністі                      | IOPS | IOPS, MB/s та найдійність | IOPS | IOPS | MB/s | MB/s |